# Chapelle de la Charité de Saint-Étienne
Pour les articles homonymes, voir Chapelle de la Charité.
La chapelle de la Charité de Saint-Étienne est une chapelle de Saint-Étienne dans le département de la Loire.  La chapelle est partiellement inscrite (chapelles, sacristies, escalier) au titre des monuments historiques par arrêté du 7 novembre 1979. Elle fait partie de l'hôpital de la Charité.

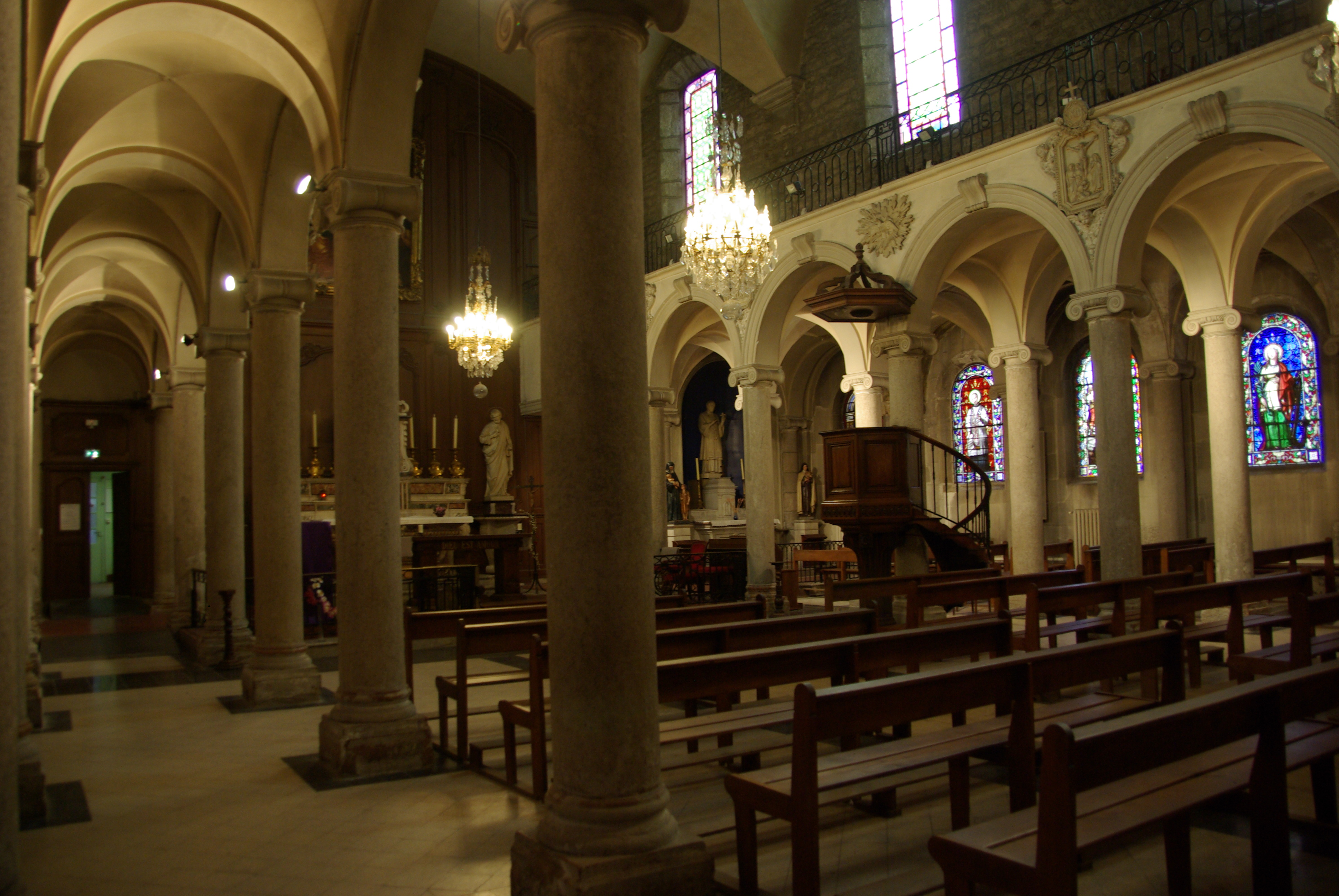
Intérieur de la chapelle